# Нельсон, Бен
Эрл Бенджамин «Бен» Нельсон (англ. Earl Benjamin «Ben» Nelson; род. 17 мая 1941, Маккук, Небраска) — американский политик-демократ. Губернатор штата Небраска с 1991 по 1999 год, член Сената США с 2001 по 2013 год. Был одним из самых консервативных демократов в Сенате и часто голосовал вместе с республиканцами.
В 1970 году он получил образование в Университете Небраски-Линкольна и работал юристом, а потом в страховой отрасли.
Женат, имеет четверых детей. Методист.
Почётный гражданин города Бишкек.